# Pluribus
Pluribus es una próxima serie de televisión dramática de ciencia ficción creada por Vince Gilligan para Apple TV+. La serie está protagonizada por Rhea Seehorn, quien previamente trabajó con Gilligan en la serie de AMC Better Call Saul. Apple encargó dos temporadas de la serie para Apple TV+, y se espera que la primera temporada de nueve episodios se estrene el 7 de noviembre de 2025.

## Premisa
La serie está ambientada en Albuquerque,  que cambia abruptamente cuando la persona más miserable del mundo deba salvarlo de la felicidad.

## Reparto y personajes
- Rhea Seehorn como Carol

## Producción
Tras terminar Better Call Saul, Vince Gilligan presentó una nueva serie que desarrollaría en agosto de 2022 con Sony Pictures Television.  Al mes siguiente, Apple TV+ obtuvo los derechos de la serie, lo que le otorgó dos temporadas. Gilligan es el showrunner y productor ejecutivo, y Rhea Seehorn fue elegida para el papel principal. 
La escritura de la primera temporada se vio interrumpida por la huelga del Sindicato de Guionistas (WGA) de 2023, pero Gilligan y su equipo de guionistas se reagruparon en octubre de 2023 para terminar los dos últimos episodios. La huelga también retrasó los planes de comenzar el rodaje, posiblemente hasta el invierno en Albuquerque, Nuevo México.  En marzo de 2024, Karolina Wydra también fue elegida para la serie. 
La filmación de la serie finalmente comenzó en febrero de 2024,  y finalizó en septiembre de 2024 después de 7 meses de producción en Albuquerque, Nuevo México, bajo el título provisional Wycaro 339.  El título oficial de la serie, Pluribus, se reveló en julio de 2025 cuando se anunció la fecha de lanzamiento.

## Lanzamiento
Pluribus estrena sus dos primeros episodios el 7 de noviembre de 2025 en Apple TV+, seguidos de nuevos episodios todos los viernes hasta el 26 de diciembre.